# Лепидозамия Перовского
Лепидозамия Перовского (лат. Lepidozamia peroffskyana) — вид вечнозелёных древовидных растений из рода Лепидозамия (Lepidozamia) семейства Замиевые (Zamiaceae) отдела Саговниковидные.

## Название
Вид назван в 1857 году в честь графа Перовского, спонсора Императорского ботанического сада в Санкт-Петербурге.

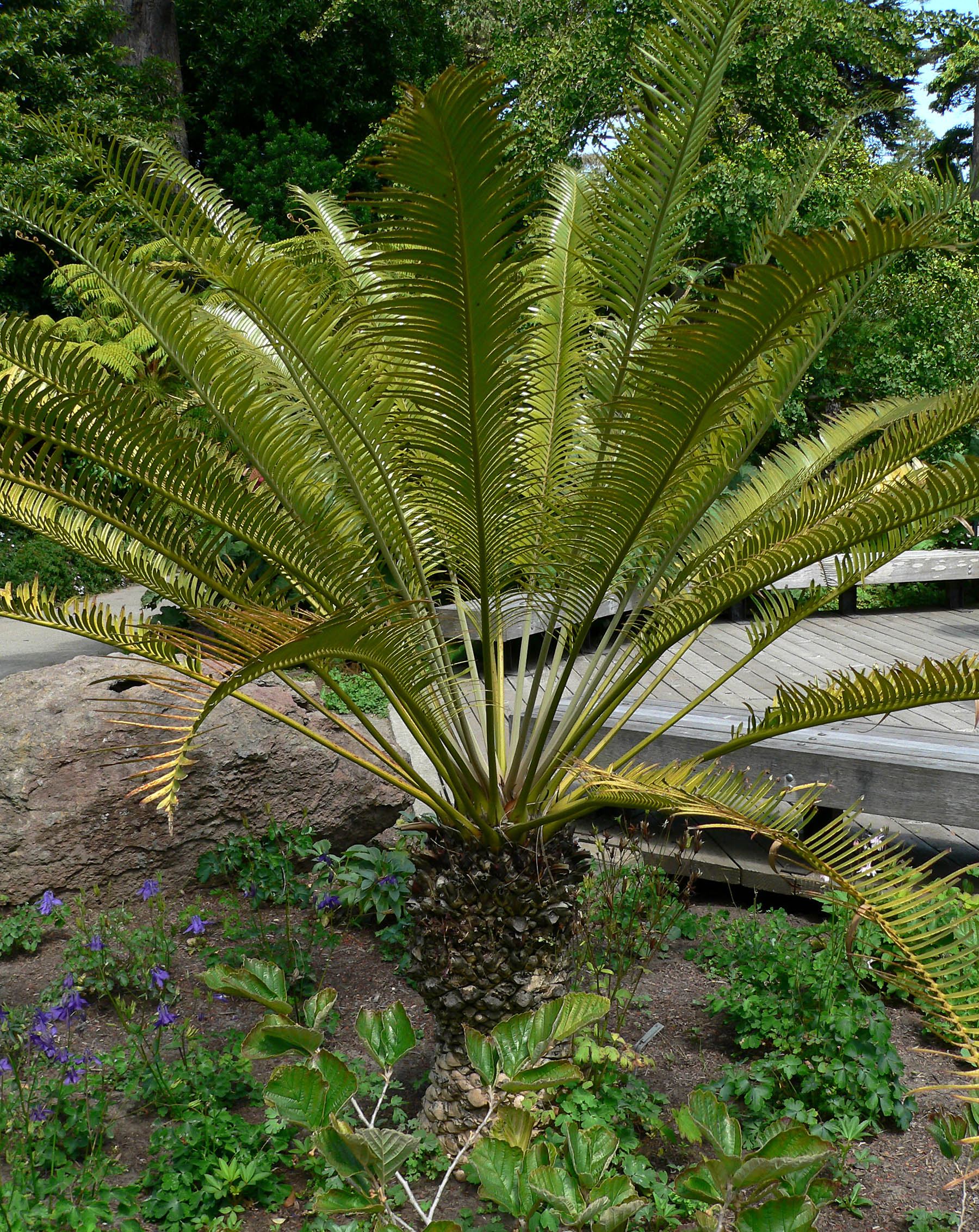

## Распространение
Распространена вдоль восточного берега Австралии в (штатах Квинсленд и Новый Южный Уэльс). Встречается во влажных склерофильных лесах, где он растет небольшими группами.

## Биологическое описание
Пальмовидное растение с длинными блестящими листьями. Как правило, это сравнительно невысокое растение 1-3 м, наиболее крупные экземпляры этого вида достигают высоты 7 м. В посадках весьма декоративна.
Мегастробиллы у этого растения могут достигать в длину 80 см и массы 30 кг.